# Ruw gierstgras
Ruw gierstgras (Milium vernale, synoniem: Milium scabrum, Agrostis vernalis) is een eenjarige plant die behoort tot de grassenfamilie (Poaceae). De plant komt van nature voor in het Middellandse Zeegebied, in Zuidwest-Europese kustgebieden, de Kaukasus en is van daaruit verspreid naar Noord-Amerika. De soort staat op de Nederlandse Rode lijst van planten als zeldzaam en stabiel of toegenomen. Het aantal chromosomen is 8 of 18.
De plant wordt 10 - 30 cm hoog, heeft grijsgroene of soms paars aangelopen stengels. De vaak ruwe stengels hebben zeer kleine stekeltjes. De plant heeft geen wortelstokken. Het geelachtige of witachtig groene, op de nerven en aan de randen iets ruwe blad is 1,7 - 8 mm lang en 2 - 5 mm breed. De ruwe bladschede heeft een 2,4 - 5 mm lang tongetje.
Ruw gierstgras bloeit in mei en juni met een 4 - 11 cm lange, ruwe pluimen met vrijwel rechtopstaande zijtakken. De eenbloemige, elliptische aartjes zijn 1,7 - 3 mm lang en 0,8 - 1 mm breed en hebben een korter dan 1 mm lang steeltje. De ruwe, 2,5 - 3 mm lange kelkkafjes zijn langer dan de kroonkafjes, die ongeveer 2 mm lang zijn. De drie helmhokjes zijn 1,5 mm lang.
De vrucht is een witte graanvrucht. Het zaad is 1,5 mm lang en 0,75 mm breed.
De plant komt voor op zonnige tot vaak licht beschaduwde, open plaatsen in de zeeduinen, wegranden, langs afrasteringen en op open plekken in grasland.

## Plantengemeenschap
Ruw gierstgras is een kensoort voor de kegelsilene-associatie (Sileno-Tortuletum ruraliformis), een plantengemeenschap van droge graslanden op kalkrijke, matig voedselrijke duinen.

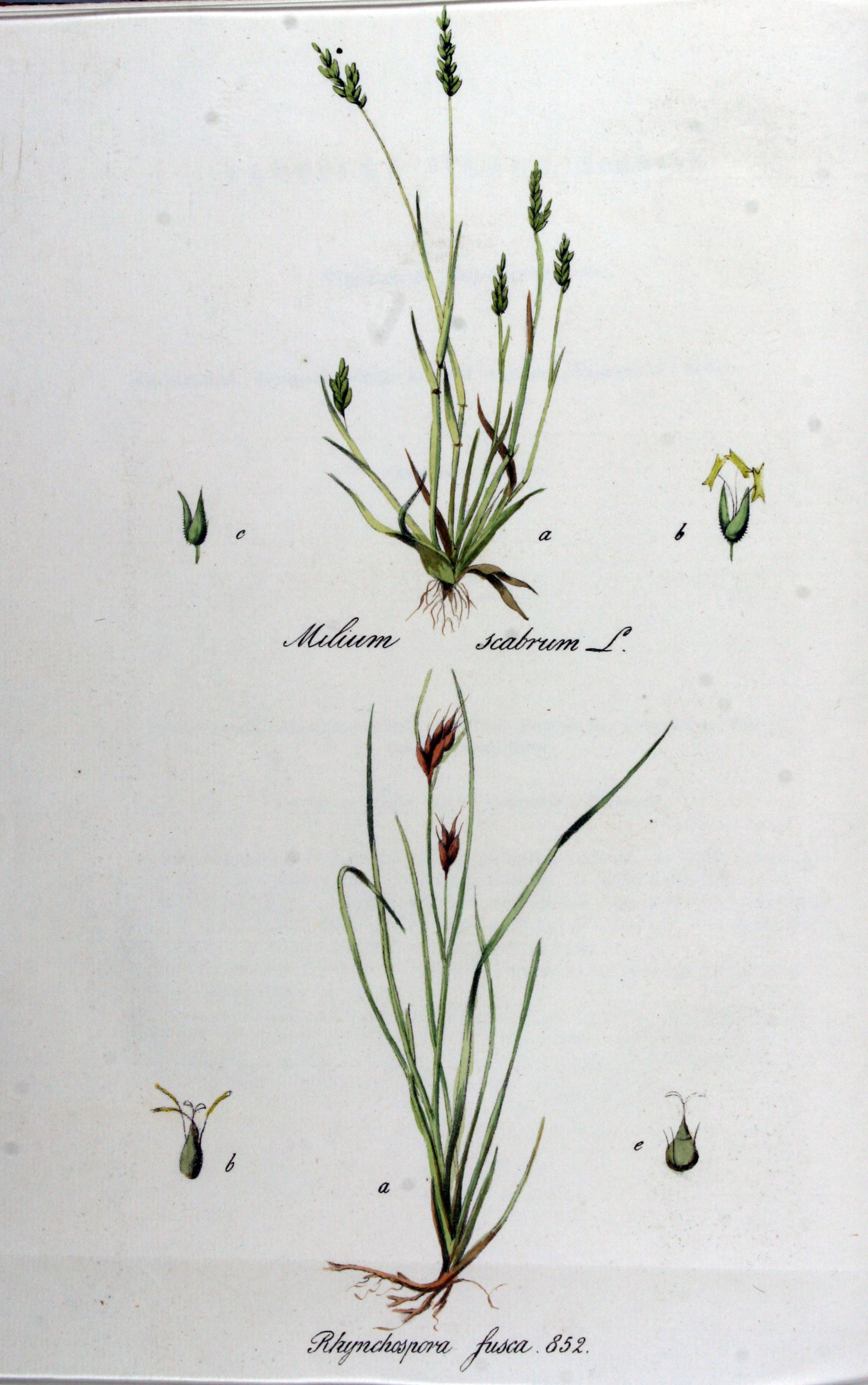
Flora Batava
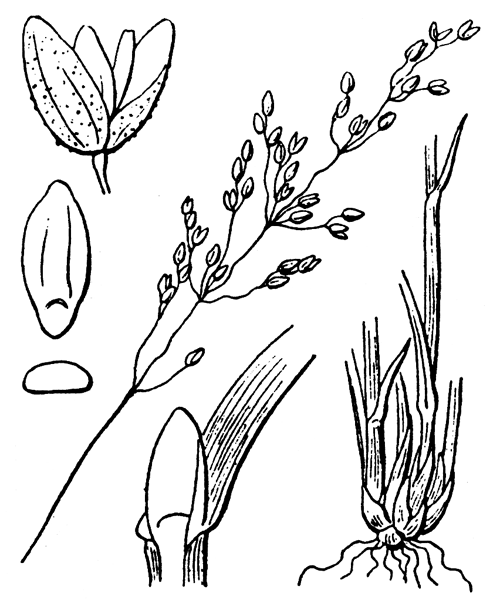
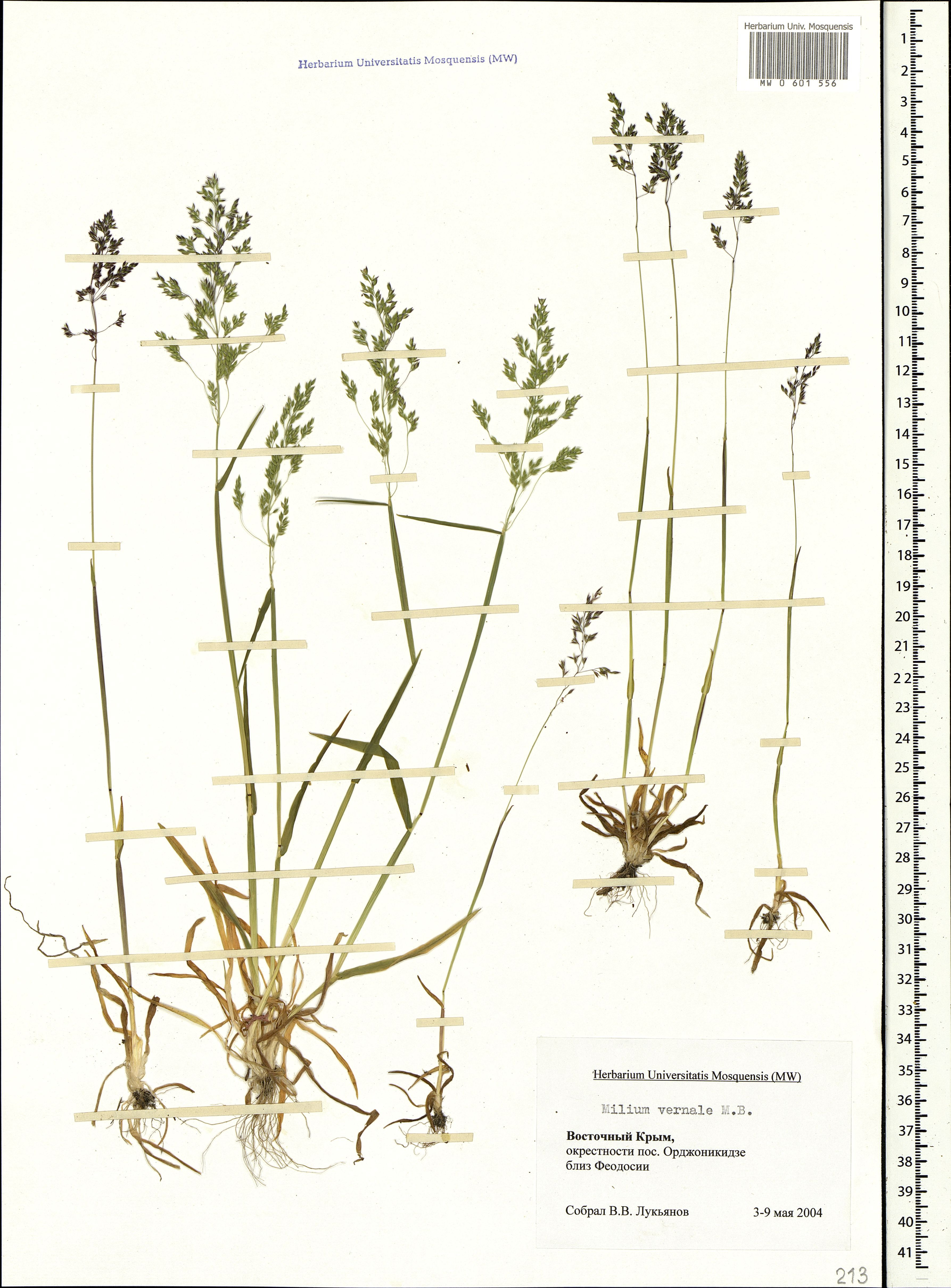